# 詹康信
詹康信，GBS（James E. Thompson，1940年1月14日—），美裔香港企业家。

## 生平
1978年起移居香港，並已取得為永久居民身份。香港私人公司嘉柏環球有限公司創辦人和主席，曾任香港美國商會主席、廉政公署貪污問題諮詢委員會、貿發局理事會成員等。
2003年，以香港美國商會主席身份建議香港政府主辦維港巨星匯，在是次活動中被指籌劃工作馬虎了事以及使用過多政府經費。同年獲香港政府頒授金紫荊星章，以及《fDi》雜誌頒發的「全球促進外來直接投資年度人物」。
嘉柏環球有限公司2012年收入8.5億美元。